# Destino (revista)
Destino fou una revista de publicació setmanal editada en castellà entre 1937 i 1980, inicialment a Burgos i a partir de 1939 a Barcelona.

## Història
Destino fou fundada a Burgos el maig de 1937 per Xavier de Salas Bosch i Josep Maria Fontana Tarrats, un grup de catalans vinculats a la Falange Española. Va servir com òrgan d'expressió per a la intel·lectualitat feixista catalana refugiada a la zona franquista durant la Guerra Civil espanyola. El títol del setmanari fa referència a la frase de José Antonio Primo de Rivera: "España es una unidad de destino en lo universal"; fins al 1945 dugué el subtítol "política de Unidad", en referència a la unidad nacional espanyola.
Josep Vergés i Matas i Ignasi Agustí, amb el suport de Juan Ramon Masoliver, reprengueren la publicació de la revista, ja des de Barcelona, i ara com a publicació privada, desvinculada de la Falange jurídicament, però no pas ideològicament. A principis de 1940 va incorporar-s'hi Josep Pla. En aquesta segona etapa fou un dels portaveus més destacats del franquisme, des d'un falangisme filonazi rabiosament enemic del catalanisme, la democràcia, el liberalisme, el comunisme, etc. Emperò, fou assaltada per un grup falangista rival durant la Segona Guerra Mundial. L'assalt s'ha atribuït sovint a una presumpta aliadofília de la revista, extrem que avui dia és desmentit com a mite d'elaboració molt posterior.
Josep Vergés també era l'editor d'Edicions Destino. Revista i editorial foren eines estratègiques en la substitució de l'entramat cultural català i catalanista per part d'una cultura militantment espanyolista expressada en castellà.
El 1957, al cap de llargs enfrontaments personals i polítics, Vergés comprà la participació d'Ignasi Agustí i esdevingué l'únic propietari de la revista, que llavors confirmà el viratge cap a un monarquisme donjuanista.
Sota la direcció de Néstor Luján (1958-1969), Destino es distancià del franquisme tant com pogué, i esdevingué progressivament —dins les possibilitats del moment— un referent liberal, tímidament catalanista i propugnador d'una certa democràcia, mentre es donés en el marc d'una nova restauració de la monarquia borbònica. La revista esquivà les dificultats que suposava la censura franquista tot conservant un to cultural i una qualitat formal elevada, que exerciren gran influència sobre la burgesia catalana. Fou perseguida i clausurada per ordre del ministre de governació Fraga Iribarne el 1967.
El 1975 Jordi Pujol comprà la revista a Vergés i n'encarregà la direcció a Baltasar Porcel (1975-1977) i posteriorment a Josep Pernau (1977). Entrada en decadència, tancà el 1980. El 1985 intentaren revifar-la, però al cap de pocs números deixà de publicar-se definitivament.

## Col·laboradors
Entre els directors de les etapes barcelonines hi hagué Ignasi Agustí, Nèstor Luján i Xavier Montsalvatge, però Josep Vergés hi exercí molta influència mentre en fou propietari.
Encara que fou Pla un dels seus principals col·laboradors, ja que va publicar durant trenta-sis anys seguits, en foren col·laboradors assidus, entre d'altres, Celestí Martí Farreras, Valentí Castanys, Manuel Brunet, Joan Estelrich, Juan Ramon Masoliver, Josep Palau i Fabre, Sebastià Gasch, Miquel Porter i Moix, Jaume Vicens Vives, Azorín, Néstor Luján, Santiago Nadal, Sempronio, Josep Maria de Sagarra, Gaspar Sabater, Enrique Badosa, Camilo José Cela, Carles Soldevila, Miguel Delibes, Joan Fuster, Francesc Candel, Ana María Matute, Joan Perucho, Álvaro Cunqueiro, Baltasar Porcel, Manuel Jiménez de Parga, Juan Goytisolo, Josep Melià, Pere Gimferrer, Carmen Alcalde, Pedro J. Ramírez, Josep Pla i Casadevall, Francisco Umbral, Manuel Benet Novella, Frederic Roda Pérez, Delfí Abella o Paulina Crusat.

## Llegat
El 2010 la Biblioteca de Catalunya va presentar la digitalització completa de les tres etapes de Destino, de 1937 a 1985, dins el portal ARCA. Els papers de Josep Vergés estan dipositats també a la Biblioteca de Catalunya.